# Марко Регжа
Марко Регжа (латис. Marko Regža, нар. 20 січня 1999, Рига) — латвійський футболіст, нападник «Риги» і національної збірної Латвії.

## Клубна кар'єра
У дорослому футболі дебютував 2016 року виступами за команду РФШ, в якій провів три сезони, взявши участь у 5 матчах чемпіонату. Згодом отримував досвід виступів на правах оренди за «Супер Нову» та «Даугавпілс».
У 2021—2022 роках знову грав за РФШ та «Супер Нову», після чого приєднався до «Риги». У сезоні 2023 року із 19-ма забитими голами ставав найкращим бомбардиром латвійської футбольної першості.

## Виступи за збірні
2015 року дебютував у складі юнацької збірної Латвії (U-17), загалом на юнацькому рівні взяв участь у 18 іграх, відзначившись 9 забитими голами.
Протягом 2018–2019 років залучався до складу молодіжної збірної Латвії. На молодіжному рівні зіграв у 13 офіційних матчах, забив 5 голів.
2023 року дебютував в офіційних матчах у складі національної збірної Латвії.

## Титули і досягнення
Клубні
- Чемпіон Латвії (1):

РФШ: 2021
- Переможець Кубка Латвії (2):

РФШ: 2021
Рига: 2023
- Переможець Суперкубка Латвії (1):

Рига: 2024
Індивідуальні
Найкращий бомбардир чемпіонату Латвії (1): 2023